# Crimson (album d'Edge of Sanity)
Cet article concerne l'album d'Edge of Sanity. Pour l'album de Nanase Aikawa, voir Crimson.
Albums de Edge of Sanity
Purgatory Afterglow
(1994) Infernal
(1997)
Crimson est le cinquième album studio du groupe de death metal progressif suédois Edge of Sanity, sorti le 2 avril 1996. L'album a été très acclamé par la critique et est considéré comme un monument du metal progressif extrême. Il n'est composé que d'un seul morceau de quarante minutes, racontant la fin de l'espèce humaine dans un futur où il est impossible d'avoir des enfants. À noter que Mikael Åkerfeldt d'Opeth est également présent sur cet album.

## Liste des titres[1]
| No | Titre   | Paroles      | Durée |
| -- | ------- | ------------ | ----- |
| 1. | Crimson | Dread, Swanö | 40:00 |

| 2. | Murder Divided | 3:16 |

## Composition du groupe
- Dan Swanö - Chant, guitare, guitare acoustique, claviers, paroles, production, mastering, montage et artwork.
- Andreas "Dread" Axelsson - Guitare et paroles.
- Sami Nerberg - Guitare.
- Anders Lindberg - Basse.
- Benny Larsson - Batterie.

## Musiciens additionnels
- Mikael Åkerfeldt - Guitare solo et second chant.
- Anders Måreby - Violoncelle.

## Membres additionnels
- Börje Forsberg - Producteur délégué.
- Peter in de Betou - Mastering et montage.
- Duncan C. Storr - Artwork.
- Maren Lotz - Design et illustration.
- Björn Schrenk - Directeur de la communication.
Source[2].